# 세미레치예주

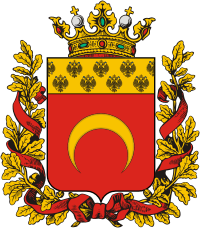
세미레치예주의 문장

세미레치예주의 지도

세미레치예주(러시아어: Семиреченская область)는 1854년부터 1917년까지 존재했던 러시아 제국의 주로 주도는 베르니(현재의 알마티)이며 면적은 402,200km2, 인구는 987,863명(1897년 기준)이다. 현재의 카자흐스탄과 키르기스스탄에 걸쳐 있었다.

## 같이 보기
- 러시아령 투르키스탄